# Agonisca
Agonisca is een uitgestorven geslacht van tweekleppigen uit de familie van de Myophoriidae.

## Soort
- Agonisca corbiensis Fleming, 1963 †